# 由木通信所
座標: 北緯35度36分26秒 東経139度23分27秒 / 北緯35.607162度 東経139.390916度

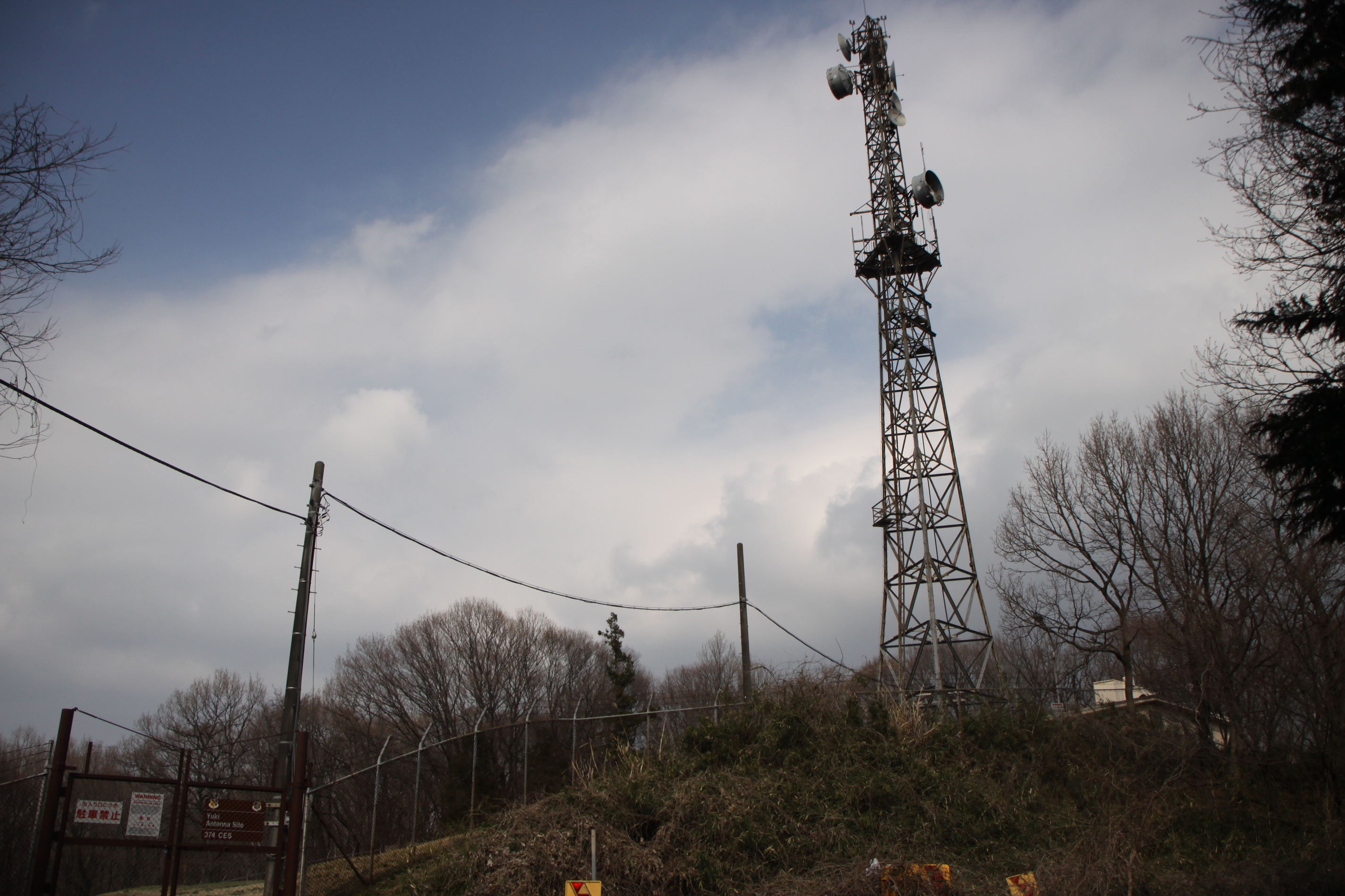
由木通信所

由木通信所（ゆぎつうしんじょ、Yugi Communication Site）は、東京都八王子市別所にある、元在日米軍施設である。2016年7月1日に敷地の全てが日本側に返還された。

## 概要
敷地面積は、3891平方メートルで、横田飛行場（横田基地）と同じく米第5空軍第374空輸航空団が管理をしていた。
全て国有地となっており、敷地内には、47メートルの通信鉄塔のみが建ち、極超短波通信中継施設として機能している。

## 交通
- 京王電鉄京王相模原線京王堀之内駅の南西方向にあり、長池公園に隣接している。

## 歴史
- 1954年　日本国から、米軍に「通信施設」として提供される。
- 1970年　通信施設の使用を中止する。
- 1978年　通信施設の使用を再開する。
- 2016年7月1日　米軍から全敷地が日本に返還された。